# Ammopolia olivina
Ammopolia olivina är en fjärilsart som beskrevs av Turati 1912. Ammopolia olivina ingår i släktet Ammopolia och familjen nattflyn. Inga underarter finns listade i Catalogue of Life.